# (10019) Wesleyfraser
(10019) Wesleyfraser es un asteroide perteneciente al cinturón de asteroides, descubierto el 25 de junio de 1979 por Eleanor F. Helin y el también astrónomo Schelte John Bus desde el Observatorio de Siding Spring, Nueva Gales del Sur, Australia.

## Designación y nombre
Designado provisionalmente como 1979 MK7. Fue nombrado Wesleyfraser en honor al investigador Wesley C. Fraser de la Queen's University Belfast, entre cuyos estudios se encuentran la distribución del tamaño de los objetos del Cinturón de Kuiper para restringir mejor su formación.

## Características orbitales
Wesleyfraser está situado a una distancia media del Sol de 3,083 ua, pudiendo alejarse hasta 3,427 ua y acercarse hasta 2,740 ua. Su excentricidad es 0,111 y la inclinación orbital 2,842 grados. Emplea 1978,17 días en completar una órbita alrededor del Sol.
Los próximos acercamientos a la órbita terrestre se producirán el 19 de mayo de 2035, el 20 de febrero de 2045 y el 8 de julio de 2095, entre otros.

## Características físicas
La magnitud absoluta de Wesleyfraser es 13,8. Tiene 11 km de diámetro y su albedo se estima en 0,04.